# Calcolatore
Un calcolatore (anche macchina calcolatrice), è una macchina da calcolo in grado di eseguire calcoli matematici. I calcolatori sono costruiti per semplificare e velocizzare l'esecuzione dei calcoli matematici. Attualmente i calcolatori più avanzati sono in grado di eseguire quantità notevoli di calcoli matematici in completa autonomia, avendo ormai capacità di calcolo superiori. Un calcolatore automatizzato è in grado di eseguire complessi calcoli matematici, è anche chiamato "elaboratore" o "computer".

## Terminologia
Il termine "calcolatore", inteso come sostantivo, può risultare equivoco se dal contesto non è chiaro che si sta facendo riferimento ad una macchina. Può infatti essere riferito anche ad una professione. Nonostante ciò, per la sua maggiore brevità, nel linguaggio comune prevale nettamente rispetto all'espressione "macchina calcolatrice". Molto diffuso, nel linguaggio comune, è anche il termine "calcolatrice" inteso come sostantivo e riferito ad una macchina. Esso nasce per ellissi dall'espressione "macchina calcolatrice". Nella sua accezione più ampia, il termine "calcolatrice", inteso come sostantivo e riferito ad una macchina, ha quindi il medesimo significato dell'espressione "macchina calcolatrice". A partire dagli anni Settanta del secolo scorso, con la diffusione massiva di macchine in grado di eseguire calcoli numerici e caratterizzate da dimensioni fisiche contenute, nasce anche un'accezione ristretta del termine "calcolatrice" relativa a tali macchine. E attualmente tale accezione, nel linguaggio comune, prevale nettamente rispetto all'accezione più ampia.

## Storia

### Il calcolatore meccanico

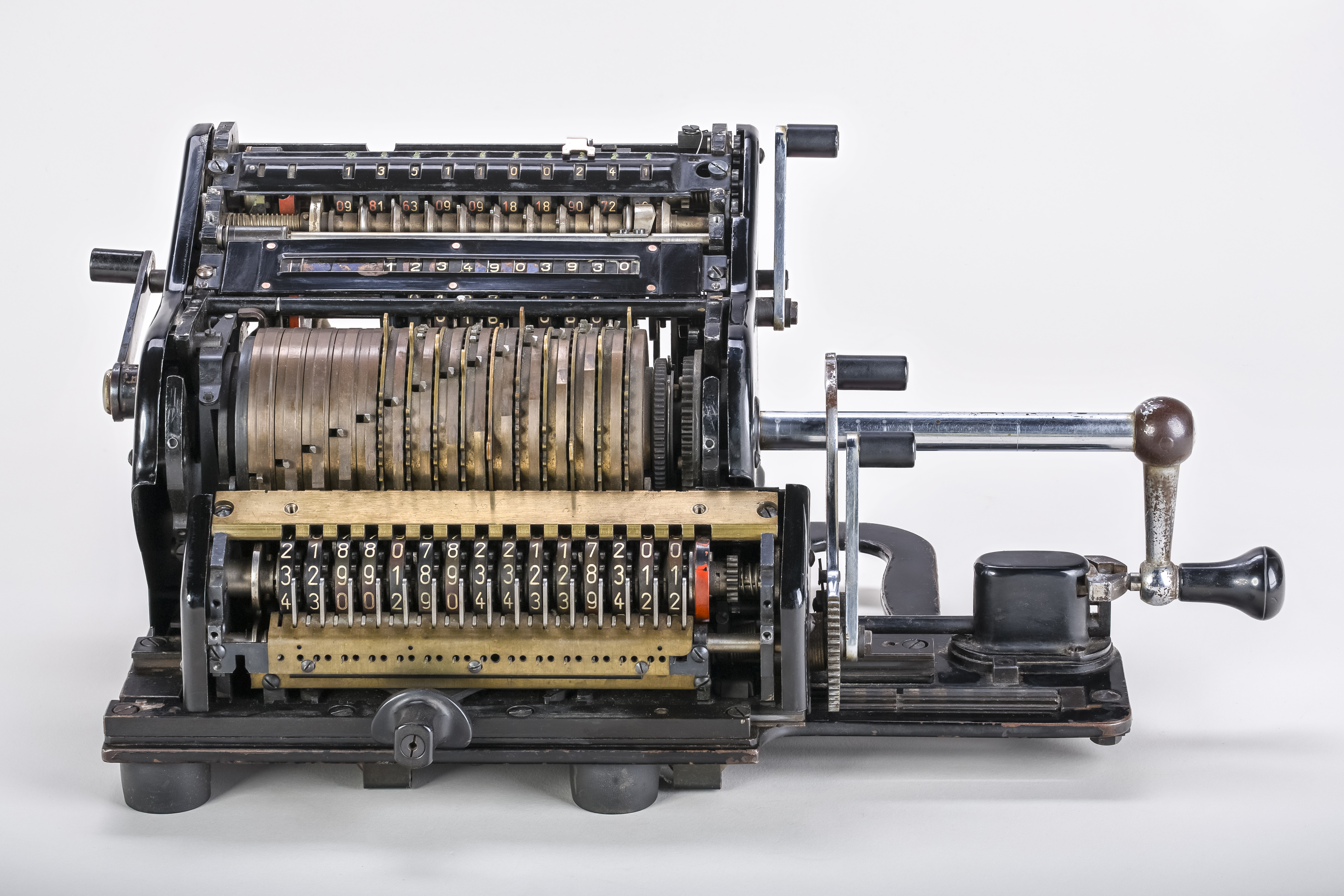
Calcolatore meccanico "Brunsviga 15" (1934-1947).

Il calcolatore nasce come calcolatore meccanico. Solo molti secoli dopo, nel XX secolo, viene realizzato il primo calcolatore elettronico. Il più antico calcolatore meccanico conosciuto è un calcolatore astronomico: la Macchina di Anticitera. La Macchina di Anticitera è un calcolatore in parte automatizzato che si ritiene essere stato costruito nel II secolo a.C.. In ordine cronologico, il secondo calcolatore meccanico e automatizzato della storia, di cui si ha notizia, è il calcolatore astronomico integrato nell'orologio astronomico di Su Song (astronomo e statista cinese della dinastia Song). L'orologio, completato nel 1094 dopo dieci anni di lavoro, occupava gran parte di una torre alta dodici metri situata nella città di Kaifeng (all'epoca la capitale della Cina) ed era visibile dai passanti come molti orologi delle odierne città. A partire dal XII secolo d.C. vengono costruiti altri calcolatori a distanza di tempo ravvicinata. Mentre tra la Macchina di Anticitera e l'orologio astronomico di Su Song passano dodici secoli. Per tale motivo la Macchina di Anticitera è considerata da alcuni un OOPArt. Il più antico calcolatore meccanico, automatizzato e dedicato al calcolo numerico, di cui si ha notizia, è l'Orologio Calcolatore, un'addizionatrice meccanica costruita nel XVII secolo d.C. da Wilhelm Schickard. A distanza di venti anni viene costruita il secondo più antico calcolatore meccanico, automatizzato e dedicato al calcolo numerico, di cui si ha notizia: la Pascalina, un'altra addizionatrice meccanica costruita però da Blaise Pascal. Nel 1817 l'ingegnere bavarese Johann Martin Hermann costruisce un planimetro meccanico. È il primo planimetro della storia di cui si ha notizia, ma è anche la prima macchina integratrice della storia di cui si ha notizia. Il matematico inglese Charles Babbage nel 1823 progetta e costruisca la prima difference engine in grado di calcolare somme e differenze mediante l'utilizzo del metodo matematico scoperto da  Newton delle differenze successive. 
Presentata presso la Royal society of London. Lo stesso metodo fu utilizzato anni prima da Johann Helfrich von Müller il quale presentò la sua macchina calcolatrice alla Royal society di Gottinga. Lo stesso Babbage nel 1833 progettò e mai realizzò il primo calcolatore meccanico programmabile il quale presentava la stessa architettura utilizzata nei moderni calcolatori (architettura von Neumann John von Neumann) l'analytical Engine. Nel 1836 Gaspard Gustave de Coriolis costruisce il primo analizzatore differenziale della storia di cui si ha notizia. L'analizzatore differenziale di Gaspard Gustave de Coriolis è basato su dispositivi meccanici ed è estremamente semplice. È infatti in grado di risolvere solo equazioni differenziali del primo ordine. Inoltre fornisce la soluzione dell'equazione differenziale visivamente ma non graficamente. È quindi un analizzatore differenziale principalmente dimostrativo (di scarsa utilità pratica). Nel 1876 William Thomson costruisce l'Harmonic Synthetizer, il primo analizzatore armonico della storia di cui si ha notizia. L'Harmonic Synthetizer è un analizzatore armonico basato su dispositivi meccanici e dedicato alla previsione delle maree. In ordine cronologico, i primi calcolatori meccanici caratterizzati da notevole complessità sono l'analizzatore differenziale di Vannevar Bush, completato nel 1931, e lo Z1 di Konrad Zuse, completato nel 1938. Stabilire un primato tra questi due calcolatori non è semplice in quanto sono macchine molto diverse fra loro. 
L'analizzatore differenziale è un calcolatore analogico dedicato al calcolo differenziale. Lo Z1 è un calcolatore digitale dedicato al calcolo numerico. A distanza di molti decenni dalla loro realizzazione, ancora oggi suscitano ammirazione per le soluzioni tecniche adottate e la complessità dei calcoli matematici che sono in grado di eseguire. Per la loro opera, Vannevar Bush e Konrad Zuse sono considerati padri dell'informatica. Negli stessi anni George Robert Stibitz, matematico e ricercatore ai Bell Laboratories, si chiede se il relè, utilizzato ai Bell Laboratories per realizzare apparati telefonici, possa essere utilizzato per realizzare anche circuiti elettrici logico-digitali basati sulla logica booleana. Il suo fine ultimo è di realizzare, con tali circuiti elettrici, un calcolatore digitale binario che eviti ai ricercatori dei Bell Laboratories la pesante incombenza rappresentata dai complicati calcoli matematici, con numeri complessi, a cui si devono dedicare durante la progettazione delle reti telefoniche. La domanda trova risposta nel novembre del 1937 quando Stibitz, nella cucina della propria abitazione, completa il Model K, un'addizionatrice elettromeccanica digitale binaria a un solo bit. Il Model K detiene vari primati: è il primo calcolatore elettromeccanico della storia basato sul relè ed è il primo calcolatore digitale binario della storia. Il secondo primato è di notevole importanza in quanto i calcolatori comunemente utilizzati oggi sono calcolatori digitali binari. 
Per quanto riguarda le capacità di calcolo, tra tutte le addizionatrici che si possono realizzare, Stibitz realizza la più semplice: un'addizionatrice in grado di sommare solo due numeri binari a una cifra. Ma è sufficiente a far comprendere a Stibitz che il suo progetto è realizzabile. Nel dicembre del 1939 infatti, ai Bell Laboratories, Stibitz e Samuel B. Williams completano il Complex Number Calculator (in seguito rinominato "Bell Labs Relay Calculator Model I"): il primo computer elettromeccanico della storia basato sul relè. Dopo il Model K non vengono prodotte, con il fine di commercializzarle,  calcolatrici da tavolo basate sul relè. Il relè è troppo ingombrante, una calcolatrice da tavolo ne può contenere un numero molto limitato: quindi una calcolatrice da tavolo basata sul relè ha capacità di calcolo inferiori rispetto alle altre calcolatrici meccaniche da tavolo. Nei seguenti due decenni vengono invece costruiti molti altri computer elettromeccanici basati sul relè, nonostante che, negli stessi anni, inizino ad essere realizzati computer estremamente più veloci: i computer elettronici basati sulla valvola termoionica. Per quanto riguarda i computer elettromeccanici basati sul relè, i Bell Laboratories costruiscono il Bell Labs Relay Calculator Model II, il Bell Labs Relay Calculator Model III, il Bell Labs Relay Calculator Model IV, il Bell Labs Relay Calculator Model V e il Bell Labs Relay Calculator Model VI. Dopo lo Z1, nel quale non sono presenti relè, anche Konrad Zuse utilizza il relè per costruire lo Z2, lo Z3, lo Z4, lo Z5 e lo Z11. Il motivo per cui si continua a costruire computer elettromeccanici basati sul relè risiede nel fatto che la valvola termoionica, rispetto al relè, è molto più costosa e soggetta a rotture.

### Il calcolatore elettronico
Nel 1938 il ventiseienne tedesco Helmut Schreyer, amico di Konrad Zuse, nella sua tesi di laurea teorizza l'utilizzo della valvola termoionica per realizzare calcolatori elettronici digitali. Il primo calcolatore elettronico digitale, di cui si ha notizia, è stato però progettato e costruito allo Iowa State College (Ames, Iowa) dagli statunitensi John Vincent Atanasoff e Clifford Edward Berry. Il calcolatore, completato nel novembre del 1939, era un'addizionatrice elettronica digitale binaria a 16 bit. Atanasoff e Berry detengono anche un altro primato. Hanno infatti progettato e costruito un altro calcolatore elettronico digitale binario a cui, in seguito, è stato dato il loro nome: l'Atanasoff-Berry Computer. Tale calcolatore, completato nel 1942, è il più antico computer elettronico digitale di cui si ha notizia. Nel 1946 viene annunciato l'IBM 603 Electronic Multiplier: è il primo calcolatore elettronico digitale disponibile in commercio. Nel 1957 inizia la commercializzazione dell'IBM 608 Transistor Calculator: è il primo computer elettronico digitale basato interamente sul transistor e disponibile in commercio.

## Tipologia
Molto vari sono i calcolatori costruiti nel corso dei secoli. Si va da calcolatori molto semplici, e non automatizzati, a calcolatori estremamente complessi e completamente automatizzati. I calcolatori non automatizzati rivestono un ruolo soltanto ausiliario nell'esecuzione dei calcoli matematici: chi li utilizza mantiene un ruolo primario. I calcolatori completamente automatizzati sono invece in grado di sostituire completamente l'uomo nell'esecuzione dei calcoli matematici.
Considerando la tecnologia su cui sono basati, si distinguono due principali tipi di calcolatore:
- calcolatore meccanico;
- calcolatore elettronico.

Considerando il livello di automazione, si distinguono i seguenti due tipi di calcolatore:
- calcolatore manuale;
- calcolatore automatico.

Considerando la modalità di rappresentazione dei numeri all'interno del calcolatore, si distinguono i seguenti due tipi di calcolatore:
- calcolatore analogico;
- calcolatore digitale.

Considerando le operazioni matematiche che esegue, si distinguono i seguenti tre tipi di calcolatore:
- calcolatore aritmetico;
- calcolatore algebrico;
- calcolatore infinitesimale.

Considerando l'ambito di utilizzo, si distinguono i seguenti due tipi di calcolatore:
- calcolatore astronomico;
- calcolatore balistico.

### Calcolatore meccanico

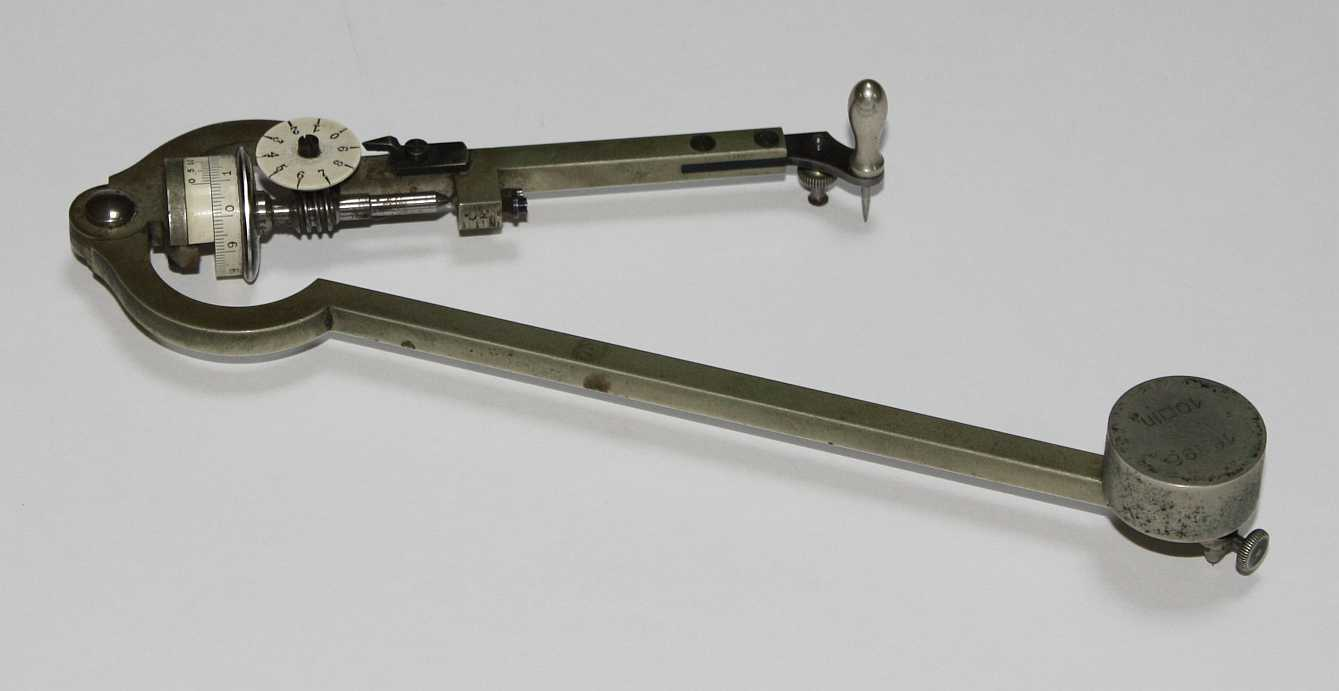
Un planimetro meccanico

Un calcolatore meccanico è un calcolatore che esegue i calcoli matematici mediante dispositivi meccanici. In particolare, se nel calcolatore è presente almeno un dispositivo elettromeccanico, si parla più specificatamente di "calcolatore elettromeccanico". A differenza del calcolatore elettronico che è sempre automatizzato, il calcolatore meccanico può essere non automatizzato, solo in parte automatizzato, o completamente automatizzato. I principali tipi di calcolatore meccanico sono il compasso di proporzione, il regolo calcolatore, il planimetro meccanico, la calcolatrice meccanica e il computer meccanico. I primi tre sono tipi di calcolatori meccanici non automatizzati. Gli ultimi due sono tipi di calcolatori meccanici almeno in parte automatizzati.

### Calcolatore elettronico
Un calcolatore elettronico è un calcolatore che esegue i calcoli matematici mediante dispositivi elettronici. I principali tipi di calcolatore elettronico sono il planimetro elettronico, la calcolatrice elettronica e il computer elettronico. Il calcolatore elettronico è sempre un calcolatore automatizzato in quanto i dispositivi elettronici su cui è basato sono dispositivi automatizzati. Due sono i tipi di dispositivi elettronici su cui è stato basato il calcolatore elettronico nel corso della storia: la valvola termoionica e il transistor. Inizialmente il calcolatore elettronico è stato basato sulla valvola termoionica. In seguito all'invenzione del transistor, ampiamente disponibile solo cinquant'anni dopo la valvola termoionica, il calcolatore elettronico è stato basato sul transistor. Questo perché il transistor svolgeva la medesima funzione della valvola termoionica ma aveva un ingombro notevolmente inferiore. Ciò ha rappresentato un enorme passo avanti per il calcolatore elettronico. 
A parità di ingombro infatti, è stato possibile realizzare calcolatori elettronici aventi capacità di calcolo estremamente più elevate. Mentre, a parità di capacità di calcolo, è stato possibile realizzare calcolatori elettronici con ingombri estremamente più contenuti. Un passo avanti altrettanto grande è stato possibille con l'avvento della microelettronica, quando si è iniziato ad inserire i transistor in circuiti integrati miniaturizzati. Grazie ai continui passi avanti della microelettronica, oggi vengono realizzati calcolatori elettronici dotati di milioni di transistor e caratterizzati da un ingombro talmente contenuto da poter stare interamente su una mano. Si pensi ad esempio che il calcolatore elettronico ENIAC, completato nell'autunno del 1945, era dotato di un numero di valvole termoioniche estremamente inferiore (esattamente 17468 valvole termoioniche) ma, a causa dell'ingombro della valvola termoionica, occupava un'intera stanza.

### Calcolatore manuale
Un calcolatore manuale è un calcolatore che necessita dell'uso delle mani per eseguire il processo di calcolo. Esempi di calcolatori manuali sono il regolo calcolatore e il compasso di proporzione.

### Calcolatore automatico
Un calcolatore automatico è un calcolatore che esegue autonomamente almeno una parte del processo di calcolo. Se il calcolatore è in grado di eseguire autonomamente solo una parte del processo di calcolo, si parla più specificatamente di "calcolatore semiautomatico".

### Calcolatore analogico

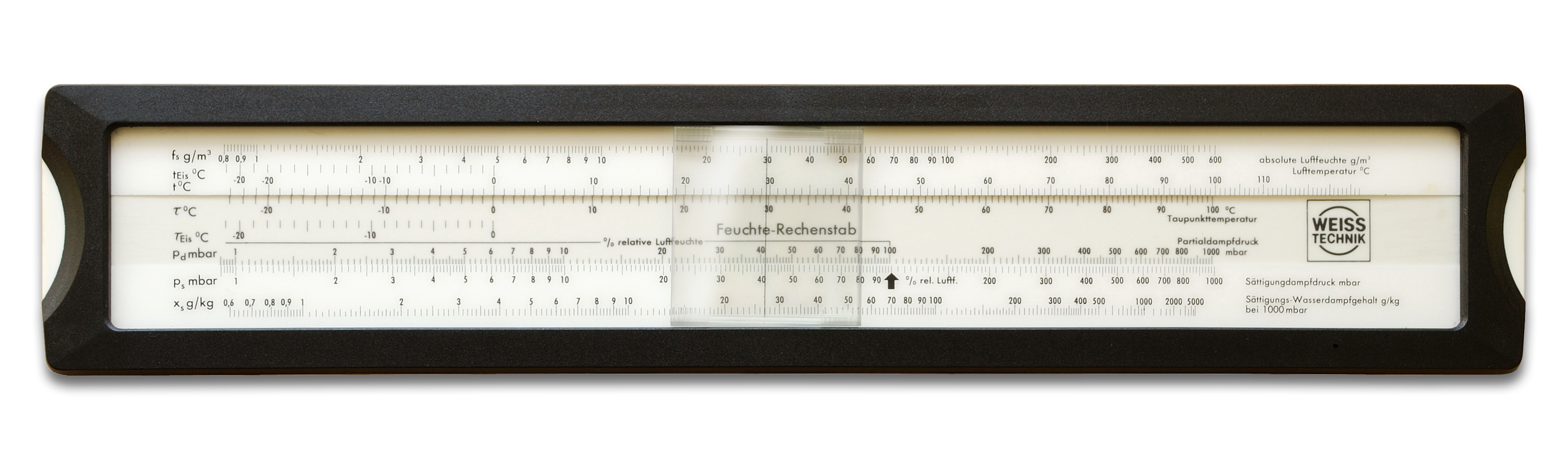
Un regolo calcolatore

Un calcolatore analogico è un calcolatore nel quale la minima unità di informazione può assumere un numero infinito di valori. Il fatto che tale minima unità di informazione possa assumere un numero infinito di valori, purtroppo non comporta un calcolatore con precisione di calcolo infinita. Comporta invece l'esatto opposto: un calcolatore analogico fornisce sempre risultati con un margine di errore. Ciò dipende dal fatto che non è possibile misurare con infinita precisione una grandezza fisica. Per rappresentare i numeri all'interno del calcolatore viene infatti utilizzata una grandezza fisica, e il processo di calcolo all'interno del calcolare viene realizzato misurando tale grandezza fisica. Nel calcolatore analogico c'è una corrispondenza biunivoca tra numero rappresentato all'interno del calcolatore e valore della grandezza fisica utilizzato per tale rappresentazione: ad ogni numero rappresentato all'interno del calcolatore corrisponde un solo valore della grandezza fisica utilizzata per tale rappresentazione (e viceversa). In altri termini, c'è un'analogia tra l'insieme dei numeri rappresentati all'interno del calcolatore e l'insieme dei valori della grandezza fisica utilizzati per tale rappresentazione. Questo è il motivo per cui si utilizza l'espressione "calcolatore analogico". Sono tipi di calcolatore analogico il compasso di proporzione, il regolo calcolatore e il computer analogico.

### Calcolatore digitale
Un calcolatore digitale (anche chiamato "calcolatore numerico") è un calcolatore nel quale la minima unità di informazione può assumere solo un numero finito di valori. Nel calcolatore digitale i numeri vengono rappresentati come sequenze di cifre, normalmente utilizzando un sistema di numerazione posizionale. Le cifre vengono rappresentate utilizzando intervalli di valori di una grandezza fisica, e ad ogni cifra corrispondono sempre valori diversi della grandezza fisica. Utilizzando intervalli di valori sufficientemente ampi e distanti tra loro, l'impossibilità di misurare una grandezza fisica con infinita precisione non costituisce più un problema e quindi si riesce a realizza un calcolatore in grado di fornire risultati senza margine di errore. Anche questo metodo di rappresentare i numeri all'interno del calcolatore, ha però dei limiti tecnologici: i numeri, rappresentati all'interno del calcolatore digitale, non possono essere composti da infinite cifre. In altri termini, l'insieme dei numeri rappresentati all'interno del calcolatore digitale è un insieme finito. Ciò ovviamente comporta dei limiti per quanto riguarda le capacità di calcolo del calcolatore digitale. Le due classiche situazioni che si possono presentare con il calcolatore digitale sono le seguenti: il calcolatore è in grado di fornire un risultato esatto; il calcolatore non è in grado di fornire un risultato. Ma implementando opportunamente il processo di calcolo all'interno del calcolatore digitale, si può presentare anche la seguente situazione: il calcolatore è in grado di fornire un risultato con un margine di errore. A seconda del numero di cifre utilizzate per il sistema di numerazione, si distinguono i seguenti tipi di calcolatore digitale:
- Un calcolatore binario è un calcolatore digitale che utilizza due diverse cifre per rappresentare i numeri. In altri termini, è un calcolatore digitale che utilizza un sistema di numerazione binario per rappresentare i numeri. Una cifra utilizzata per rappresentare i numeri, all'interno del calcolatore binario, è chiamata "bit". Il bit rappresenta anche la minima unità di informazione di un calcolatore binario. Il calcolatore binario, utilizzante un sistema di numerazione posizionale per rappresentare i numeri, è attualmente la scelta preferita dai fabbricanti di calcolatori digitali.
- Un calcolatore ternario è un calcolatore digitale che utilizza tre diverse cifre per rappresentare i numeri. In altri termini, è un calcolatore digitale che utilizza un sistema di numerazione ternario per rappresentare i numeri.
- Un calcolatore decimale è un calcolatore digitale che utilizza dieci diverse cifre per rappresentare i numeri. In altri termini, è un calcolatore digitale che utilizza un sistema di numerazione decimale per rappresentare i numeri. Un esempio di calcolatore decimale è l'ENIAC.

### Calcolatore aritmetico
Un calcolatore aritmetico è un calcolatore in grado di eseguire calcoli aritmetici. Si distinguono le seguenti tipi di calcolatori aritmetici:
- Una macchina addizionatrice è un calcolatore in grado di eseguire l'addizione. La più antica addizionatrice, di cui si ha notizia, è l'Orologio Calcolatore. Costruito nel XVII secolo da Wilhelm Schickard, l'Orologio Calcolatore è anche il più antico calcolatore aritmetico di cui si ha notizia.
- Una macchina sottratrice è un calcolatore in grado di eseguire la sottrazione.
- Una macchina moltiplicatrice è un calcolatore in grado di eseguire la moltiplicazione. La più antica moltiplicatrice, di cui si ha notizia, è la Stepped Reckoner. Costruita nel XVII secolo da Gottfried Wilhelm von Leibniz, la Stepped Reckoner è anche in grado di eseguire l'addizione, la sottrazione e la divisione.

### Calcolatore algebrico
Un calcolatore algebrico è un calcolatore in grado di eseguire calcoli algebrici.

### Calcolatore infinitesimale
Un calcolatore infinitesimale è un calcolatore in grado di eseguire calcoli infinitesimali. Si distinguono i seguenti due tipi di calcolatore infinitesimali: la macchina integratrice e la macchina derivatrice.
- Una macchina integratrice è un calcolatore in grado di calcolare l'integrale di una funzione. Sono tipi di macchine integratrici il planimetro, l'integrafo [16], l'integrometro [17], l'analizzatore differenziale.
- Una macchina derivatrice è un calcolatore in grado di calcolare la derivata di una funzione.

### Calcolatore astronomico
Un calcolatore astronomico è un calcolatore specializzato nel calcolo astronomico. Il più antico calcolatore conosciuto è un calcolatore astronomico: la Macchina di Anticitera.

### Calcolatore balistico
Un calcolatore balistico è un calcolatore specializzato nel calcolo balistico.